# Pusch-Totenkopfaffe
Der Pusch-Totenkopfaffe (Saimiri cassiquiarensis albigena) ist eine Unterart des
Humboldt-Totenkopfaffen (Saimiri cassiquiarensis) aus dem nordwestlichen Südamerika. Er kommt in einem schmalen Streifen zwischen dem östlichen Abhang der nordöstlichen Anden (Cordillera Oriental) und den kolumbianischen Llanos zwischen den Provinzen Arauca und Boyacá im Norden und dem oberen Río Guaviare und dem Quellgebiet des Río Magdalena in der Provinz Huila im Süden vor.

## Merkmale
In Größe und Färbung ähnelt der Pusch-Totenkopfaffe sowohl der Nominatform des Humboldt-Totenkopfaffen als auch dem Guyana-Totenkopfaffen (S. sciureus). Er hat jedoch einen eher grau-orange gefärbten Rücken (vs. grau bei den beiden anderen), Arme und Hände sind grau (orange bei S. c. cassiquiarensis und gelblich bei S. sciureus). Kopfoberseite und Nacken sind grau. Die weiße Gesichtsmaske der Männchen erstreckt sich bis zu den Ohren (keine Koteletten). Weibchen besitzen breite dunkel Koteletten, die ihre weiße Gesichtsmaske von den Ohren trennen.

## Lebensraum und Lebensweise
Der Pusch-Totenkopfaffe kommt in Kolumbien auf den Vorbergen der östlichen Andenkette bis in Höhen von 1500 Metern in Wäldern mit Hartlaubgehölzen, in den Galeriewäldern der kolumbianischen Llanos und in mit Mauritia-Palmen bestandenen Sumpfwäldern vor. Er ernährt sich vor allem von Früchten und Insekten. Dokumentiert wurde u. a. das Fangen und Verzehren großer Raupen, Heuschrecken und Zikaden. Die Affen leben in Gruppen, die 12 bis 35 Exemplare umfassen können, wenige erwachsene Männchen, mehr Weibchen und ihre Jungtiere. Junge Männchen verlassen die Gruppe ihrer Geburt und bilden zunächst reine Männchengruppen, die oft den Gruppen der Klammeraffen (Ateles) folgen. Von August bis Januar, wenn das Angebot an Insekten und Früchte optimal ist, halten sich die Pusch-Totenkopfaffen oft in der Nähe von Haubenkapuzineraffen auf. Die Affen sind vor allem am Morgen aktiv sowie zum mittleren und späten Nachmittag. Zur Mittagszeit ruhen sie für ein bis zwei Stunden. Während der Nahrungssuche teilen sich die Gruppen oft in kleineren Gruppen auf, kommen aber zur Mittagszeit und am Abend wieder zusammen.

## Systematik
Der Pusch-Totenkopfaffe wurde 1942 durch Botho von Pusch als Unterart des Gewöhnlichen Totenkopfaffen erstbeschrieben und dabei der Gattung Cebus zugeordnet, die heute nur noch die Ungehaubten Kapuzineraffen umfasst. Saimiri sah er als Untergattung von Cebus an. Xyomara Carretero-Pinzón plädierte 2009 dafür, dem Pusch-Totenkopfaffe den Staus einer eigenständigen Art zu geben, konnte sich damit aber nicht durchsetzen. Genetische Analysen führten jedoch dazu, dass der Pusch-Totenkopfaffe von einer Unterart des Gewöhnlichen Totenkopfaffen zu einer Unterart des Humboldt-Totenkopfaffen umgruppiert wurde.

## Gefährdung
Die IUCN schätzt den Bestand des Pusch-Totenkopfaffen als gefährdet (Vulnerable) ein. Die Fläche des Verbreitungsgebietes ist von ehemals 100.000 km² auf 60.000 km² gesunken und ist jetzt stark fragmentiert mit dazwischen liegenden Fernstraßen, Ölpalmenplantagen, Ackerland und Viehweiden. Da die Tiere relativ große Territorien brauchen, verschwinden sie in zu kleinen Waldfragmenten. Außerdem wird in ihrem Lebensraum nach Erdöl gebohrt.